# آرثر غوميز لورنسو
آرثر غوميز لورنسو (بالبرتغالية: Arthur Gomes‏) (3 يوليو 1998 في البرازيل - ) هو لاعب كرة قدم برازيلي في مركز الهجوم. لعب مع نادي سانتوس.

## وصلات خارجية
- آرثر غوميز لورنسو على موقع قاعدة بيانات كرة القدم.إي يو (الإنجليزية)
- آرثر غوميز لورنسو على موقع ليكيب (الفرنسية)
- آرثر غوميز لورنسو على موقع Soccerway.com (الإنجليزية)